# Michaił Silin
Michaił Aleksandrowicz Silin (ros. Михаи́л Алекса́ндрович Си́лин, ur. 1904, zm. 1980) – radziecki dyplomata i działacz partyjny.
Członek WKP(b), kierownik Sektora Kadr Zagranicznych KC WKP(b), 1943-1945 kierownik Wydziału Kadr i członek Kolegium Ludowego Komisariatu Spraw Zagranicznych ZSRR, 1945-1948 kierownik Zarządu Kadr i członek Kolegium Ludowego Komisariatu/Ministerstwa Spraw Zagranicznych ZSRR. Od 7 marca 1948 do 26 października 1951 ambasador nadzwyczajny i pełnomocny ZSRR w Czechosłowacji, od października 1951 do grudnia 1960 dyrektor Wyższej Szkoły Dyplomatycznej MSZ ZSRR, od 20 grudnia 1960 do 29 czerwca 1963 ambasador nadzwyczajny i pełnomocny ZSRR w Sudanie.